# Scarborough Shooting Stars
Scarborough Shooting Stars es un equipo de baloncesto canadiense que juega en la CEBL, la primera competición profesional de su país. Tiene su sede en la ciudad de Toronto, Ontario, y disputa sus partidos como local en el Toronto Pan Am Sports Centre, con capacidad para 2.000 espectadores

## Historia
Los Scarborough Shooting Stars se establecieron el 16 de agosto de 2021 y es propiedad de Nicholas “Niko” Carino (cofundador del sello discográfico OVO Sound) y Sam Ibrahim (miembro fundador de la firma de capital de riesgo Playground Global).. Fueron la octava franquicia de la liga e hicieron su debut en la temporada 2022 de la CEBL. Fueron la primera franquicia del área metropolitana de Toronto. Chris Exilus, nativo de Scarborough, se convirtió en el primer entrenador en jefe del equipo. En mayo, los Shooting Stars ganaron atención mundial cuando el rapero Jermaine Cole (conocido por su nombre artístico J. Cole) firmó con el equipo. Otros jugadores notables en la temporada de debut de las Shooting Stars fueron Jalen Harris y Xavier Rathan-Mayes.
En la primera temporada de los Shooting Stars, llegaron a las finales de la CEBL tras vencer a Saskatchewan Rattlers en cuartos de final y a Niagara River Lions en semifinales. En la final, los Hamilton Honey Badgers los derrotaron por poco, 90–88. Después de la temporada, Isiaha Mike y Jalen Harris fueron incluidos en el primer equipo All-CEBL de 2022. La temporada siguiente, tras acabar en la tercera posición de la Conferencia Este, derrotaron en primera ronda de playoffs a los Brampton Honey Badgers, en cuartos de final a los Ottawa Blackjacks, en semifinales a Niagara River Lions y en la final a Calgary Surge, logrando así su primer campeonato.

## Trayectoria
|  | Indica temporada en la que fueron campeones |

| Liga  | Temporada    | Entrenador | Temporada regular | Temporada regular | Temporada regular | Temporada regular | Playoffs | Playoffs | Playoffs                   | Playoffs  |
| Liga  | Temporada    | Entrenador | Ganados           | Perdidos          | % Ganados         | Puesto            | Ganados  | Perdidos | % ganados                  | Resultado |
| ----- | ------------ | ---------- | ----------------- | ----------------- | ----------------- | ----------------- | -------- | -------- | -------------------------- | --------- |
| CEBL  |              |            |                   |                   |                   |                   |          |          |                            |           |
| 2022  | Chris Exilus | 12         | 8                 | .600              | 3.º               | 2                 | 1        | .667     | Pierde Final               |           |
| 2023  | Chris Exilus | 11         | 9                 | .550              | 3.º Este          | 4                 | 0        | 1.000    | Gana Campeonato de la CEBL |           |
| Total | Total        | Total      | 23                | 17                | .575              | —                 | 6        | 1        | .857                       |           |

## Palmarés
- CEBL

Campeones (1): 2023